# Pípila, Veracruz
Pípila är en ort i Mexiko.   Den ligger i kommunen Papantla och delstaten Veracruz, i den sydöstra delen av landet, 210 km nordost om huvudstaden Mexico City. Pípila ligger 53 meter över havet och antalet invånare är 167.
Terrängen runt Pípila är huvudsakligen platt, men österut är den kuperad. Runt Pípila är det ganska tätbefolkat, med 160 invånare per kvadratkilometer. Närmaste större samhälle är Papantla de Olarte, 16,2 km norr om Pípila. Omgivningarna runt Pípila är en mosaik av jordbruksmark och naturlig växtlighet.